# Max Frank
Max Frank is een Belgische emeritus hoogleraar aan de Université libre de Bruxelles (ULB).

## Biografie
Hij publiceerde in 1960 zijn basiswerk Analyse macro-économique de la Fiscalite belge. Hij was een pionier in het schatten van de minderinkomsten voor de Belgische schatkist ten gevolge van belastingontduiking en -ontwijking. Hij schatte deze op 27 miljard Belgische frank in 1966 en op 62 miljard frank in 1974. Sinds de jaren zeventig pleit hij voor een vermogensbelasting om het structureel Belgisch begrotingstekort op te vangen. Hij stuit op enorme weerstand van de lobby van het bedrijfsleven.